# Elektrická ústřední stanice v Karlíně
Elektrická ústřední stanice v Karlíně je zaniklá elektrárna v Praze 8. Stála v ulici Pernerova v sousedství továrny Breitfeld-Daněk.

## Historie
Pro potřeby Křižíkových závodů technika a vynálezce Františka Křižíka postavila v letech 1892–1894 firma Václava Nekvasila parní elektrárnu jako jednu z prvních obecních elektráren v Čechách. Do padesáti obloukových lamp karlínského veřejného osvětlení dodávala stejnosměrný proud a zbytkovou parou ze čtyř kotlů byly až do roku 1934 vytápěny lidové lázně a prádelna v přilehlém secesním domě.
Od roku 1939 sloužila elektrárna jen jako měnírna a z kotelny vznikly sklady. Po roce 1945 sídlila v areálu opravna transformátorů, dílny ČSAD a kanceláře.
Komín
Roku 1960 byl elektrárenský 30 metrů vysoký osmiboký komín staticky zajištěn.